# Ali Baba (cráter)
Ali Baba es un cráter de impacto de Encélado, una de las lunas de Saturno.

## Características
Con un diámetro medio aproximado de 35 km, se trata, junto a Aladdin, de uno de los cráteres más extensos conocidos del satélite. Es un cráter con una elevación central, que se yergue a una altura de casi 1 kilómetro por encima de la de sus alrededores.
Su nomenclatura hace referencia a Alí Babá, el personaje de ficción descrito en el cuento de Ali Babá y los cuarenta ladrones, de Las mil y una noches.